# 佩夫扎
50°40′49″N 25°41′29″E / 50.68028°N 25.69139°E
佩夫扎（烏克蘭語：Певжа），是烏克蘭西北部的村莊，隸屬里夫內州的杜布諾區。該村始建於1545年，面積10.2平方公里，海拔高度211米，2001年人口308，人口密度每平方公里30.2人。